# Kleine Sint-Bernhardpas
De Kleine Sint-Bernhardpas (Frans: Col du Petit-Saint-Bernard, Italiaans: Colle del Piccolo San Bernardo) is een bergpas in de Alpen die de Tarentaise (het dal van de Isère) in Frankrijk verbindt de Aostadal in Italië. Het is de enige bergpas tussen het Aostadal en Frankrijk die met de wagen kan worden gepasseerd.   
De antieke naam van de pas was Mons Minoris Iovis. De pas is net als de Grote Sint-Bernhardpas vernoemd naar de monnik Bernhard van Menton. Op de pashoogte staat een beeld van hem op een Romeinse zuil. De pas is 's winters gesloten vanwege de zware sneeuwval.
De weg naar de pas begint aan de noordzijde in Pré-Saint-Didier. De weg loopt in zuidelijke richting door het vallon de La Thuile. In het voorste deel heeft de rivier er een diepe kloof uitgesleten, de Gouffre de Verney. Een goede weg gaat verder langs enkele kleine dorpjes naar La Thuile, een wintersportplaats. Hier begint de weg naar de 1971 meter hoge San Carlopas. Na la Thuile vervolgt de weg matig stijgend richting pashoogte. Het wegdek is breed en de bochten goed uitgebouwd. Onderweg heeft men uitzicht op het onbewoonde Vallon des Chavannes.
Op de pashoogte liggen een aantal kleine meren, iets lager ligt het grotere helderblauwe Lago Verney (Italiaans) of Lac du Verney (Frans). Op de vlakte zijn resten te zien van Romeinse bouwwerken waaronder een kleine tempel, bewijs dat de pas in die periode ook een belangrijk doorgangsgebied is geweest. Nog ouder is een prehistorische cirkel met rotsblokken, precies op de Italiaans-Franse grens. Net voorbij de pas liggen op Frans grondgebied het Hospiz en de botanische tuin Chanousia.
De verdere afdaling naar Séez in het Val-d'Isère is 26 kilometer lang, de weg daalt langzaam af naar het vakantieplaatsje La Rosière en daarna met brede lange bochten naar de dalbodem.

## Afbeeldingen

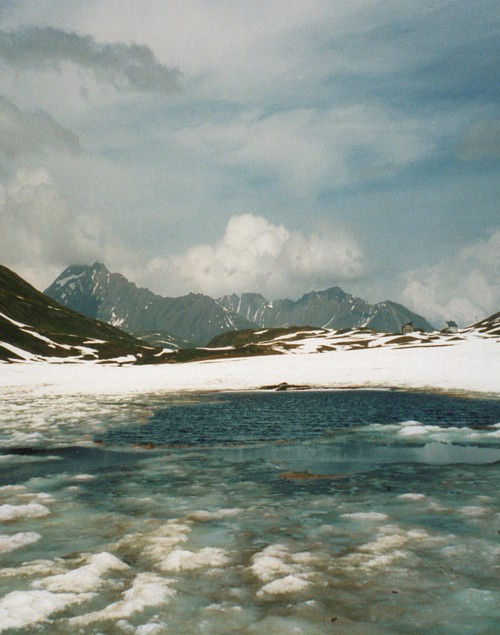
Pashoogte
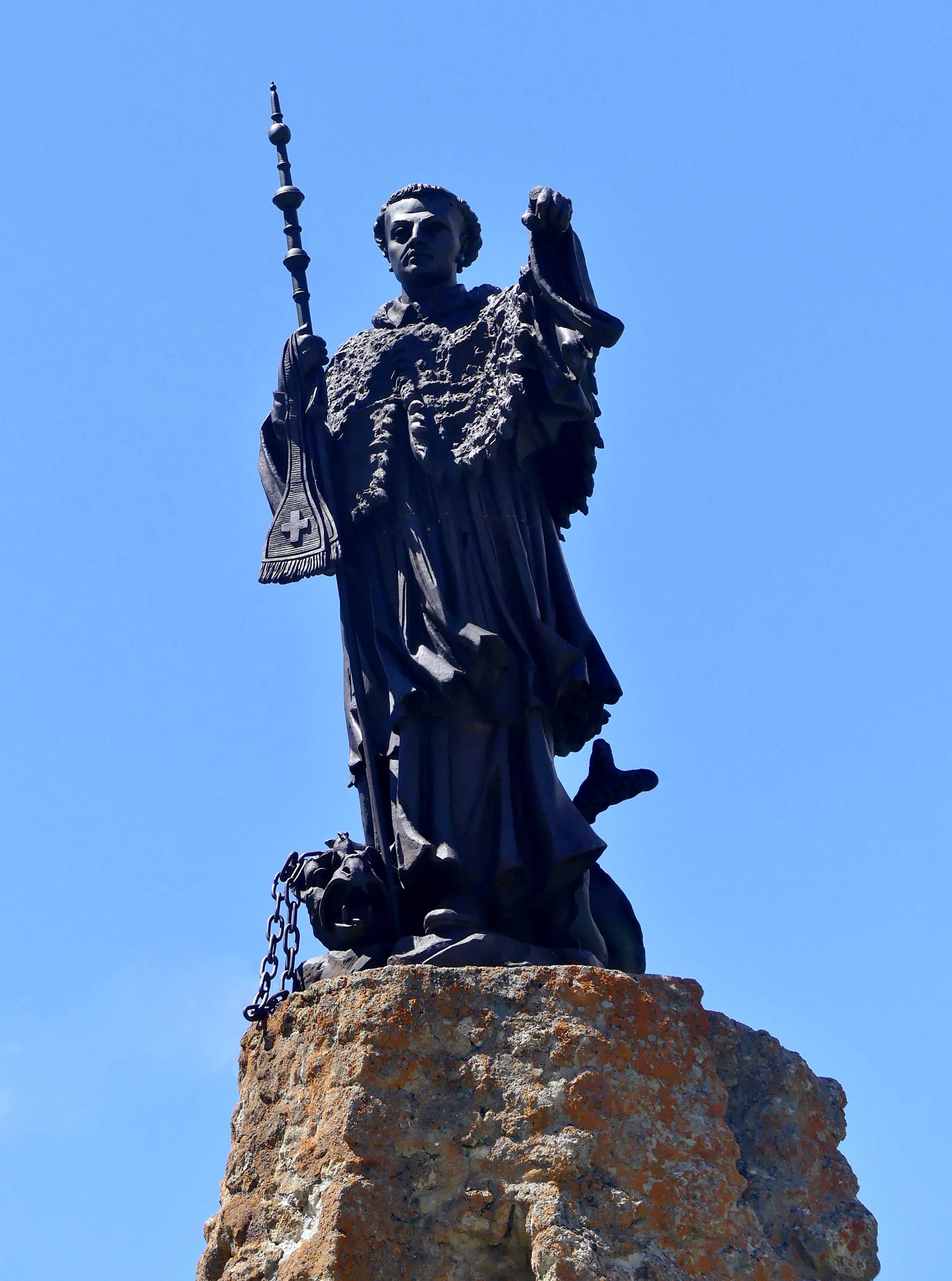
Bernhard van Menton
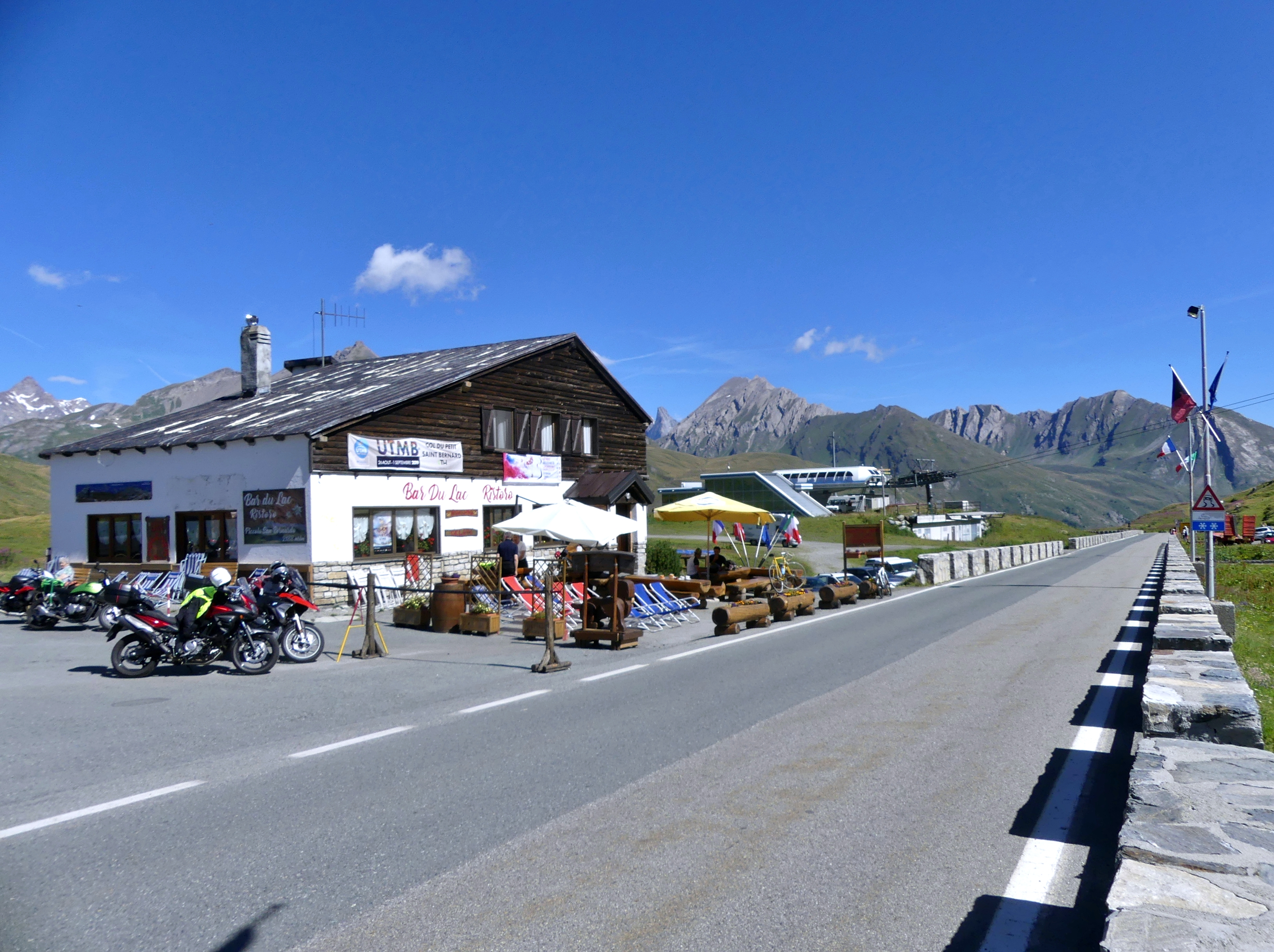
Grensovergang